# Heede/Ems
Heede település Németországban, azon belül Alsó-Szászország tartományban. Lakosainak száma 2635 fő (2023. december 31.). Heede/Ems Rhede (Ems), Dörpen és Dersum községekkel határos.

## Népesség
A település népességének változása:
| Lakosok száma | 2472 | 2492 | 2511 | 2573 | 2643 | 2635 |
|               | 2016 | 2017 | 2019 | 2021 | 2022 | 2023 |